# Polystichum pultenii
Polystichum pultenii är en träjonväxtart som beskrevs av Nakaike. Polystichum pultenii ingår i släktet Polystichum och familjen Dryopteridaceae. Inga underarter finns listade.